# Batalla de Caridi
La batalla de Caridi (en griego: Μάχη στο Καρύδι) fue un conflicto militar que ocurrió en 1258 entre el Principado de Acaya y sus vasallos. La batalla civil tuvo lugar en el monte Caridi, entre Atenas y Megara.

## Preludio
Guillermo II de Villehardouin estaba casado con Carintana dalle Carceri, quien en 1255 heredó la parte norte de la Triarquía de Negroponte con Óreo como capital, de Marino I dalle Carceri. Cuando murió ese mismo año, Guillermo II reclamó entonces la herencia de su esposa a los otros dos triarcas, de Calcis y Caristo, que, sin embargo, contaban con el apoyo de Venecia. Guillermo II convocó a los dos triarcas disidentes, Guillermo I da Verona y Narzotto dale Carceri, para reunirse, como sucedió, pero este ordenó arrestarlos. Después de esto, los caballeros restantes eubeos reaccionaron y estalló la guerra entre el Principado y Negroponte con sus aliados.

## La batalla
Guillermo II invadió el Ática en 1258, pero el ejército de los barones aliados corrió a enfrentarse a este en el monte Caridi. Estuvo bajo el liderazgo del señor de Atenas, Guido I de La Roche, quien contó con la ayuda de Ubertino Pallavicini, marqués de Bodonitsa, Godofredo de Briel, barón de Caritena, Tomás II d'Autremencourt, señor de Salona y Guillermo de la Roche, barón de Veligosti-Damala.
La batalla resultó en una aplastante victoria para Guillermo II y el ejército del Principado, lo que obligó a huir al señor de Atenas; el barón del Principado, Guibert de Cors, murió en la batalla.
Luego, Guillermo II invitó a los derrotados a Nikli para que fueran castigados, lo cual hicieron. Todos volvieron a declarar su sumisión al príncipe y fueron perdonados, excepto el barón de Caritena, a quien Guillermo II -tras la presión de los demás barones- lo perdonó, pero limitó sus poderes.